# ダーテー県
ダーテー県（ダーテーけん、ベトナム語：Huyện Đạ Tẻh?）は、ベトナム社会主義共和国ラムドン省の県。面積は527.9 km²、人口は43,422人（2009年）である。
2024年12月1日、カットティエン県と共にダーフオアイ県に編入された。

## 行政区画
1市鎮8社から構成される。